# Gergana Kirilowa
Gergana Kirilowa (* 18. Juni 1972) ist eine ehemalige bulgarische Gewichtheberin.

## Karriere
Sie gewann bei den Weltmeisterschaften 1993 die Silbermedaille in der Klasse bis 59 kg. Auch 1994 und 1995 wurde sie Vize-Weltmeisterin, 1995 in der Klasse bis 64 kg. 2002 gewann sie Bronze. 1994, 1996, 1998 und 2004 wurde sie Europameisterin, 1990 und 2003 wurde sie Zweite und 1999, 2002 und 2005 Dritte. Kurz vor den Olympischen Spielen 2008 wurde sie bei einer Dopingkontrolle positiv auf Metandienon getestet und für vier Jahre gesperrt.